# Zadoščenje (TV-serija)
Zadoščenje (izvirno Leverage) je ameriška akcijska drama, ki jo je premierno prikazal TNT 7. decembra 2008.
Skupina tatov, hekerjev in prevarantov združi svoje moči da bi se maščevali tistim, ki svojo moč in denar zlorabljajo, da bi se znašali nad drugimi. Serija prinaša preplet drame, napetosti in humorja, sledi ekipi, ki kuje mojstrske prevare, prireja lažne igre ter domiselno zavaja v imenu pravice.

## Sezone
| Sezone   | Epizode | Prvič predvajano na TNT             | Prvič predvajano na TV3               |
| -------- | ------- | ----------------------------------- | ------------------------------------- |
| 1.sezona | 13      | 7. december 2008 - 24. februar 2009 | 22. oktober 2009 - 21. januar 2010    |
| 2.sezona | 15      | 15. julij 2009 - 17. februar 2010   | 4. september 2010 - 11. december 2010 |
| 3.sezona | 16      | 20. junij 2010 - 19. december 2010  |                                       |
| 4.sezona |         | 2011                                |                                       |

### Prva sezona
V prvi sezoni spoznamo Nathan Ford, ki po smrti svojega sina, združi moči z najboljšimi tatovi in prevaranti, da pomaga najti pravico za navadne državljane. Ekipa se spopade z mafijo, odvetniki, velikimi podjetji, finančniki, ugrabitelji, da rešijo ljudi, ter jim vrnejo kar jim je bilo odvzeto. Ob koncu se ekipa odloči, da bo Iana Blackpoola predsednika zavarovalnice, ki je odgovorna za smrt Nateovega sina, najprej okradla nato pa mu nazaj prodala njegove slike z razstave. Seveda brez pomoči Nateove bivše žene Maggie ne gre.

### Druga sezona
Šest mesecev po tem, ko se je ekipa razšla in se vrnila na stara pota, niso niti približno toliko zadovoljni kot so bile prej. Zato se odločijo ponovno združiti, da bi ljudi zavarovali pred pohlepnim bankirjem in irsko mafijo. Ekipa med drugimi poskuša iz obsojenca izvleči informacijo o ukradenemu denarju; pomagati Maggie, ki je obsojena kraje draguljev; se inflitrira v podjetje, ki prodaja oporečna živila; obdolžiti odvetnika, ki služi z nepremičninami svojih mrtvih strank;.... Ob koncu sezone, pa poskušajo obdolžiti župana in njegovega poslovnega partnerja korupcije, medtem ko jim je za petami FBI z Sterlingu na čelu.

### Tretja sezona
/

### Četrta sezona
/

## Glavni igralci
- Timothy Hutton (Nathan Ford) - nekdanji zavarovalniški preiskovalec,
- Gina Bellman (Sophie Devereaux) - prevarantka, tatica
- Christian Kane (Eliot Spencer) - strokovnjak orožja, borilnih veščin
- Beth Riesgraf (Parker) - tatica, vlomilka, žeparka
- Aldis Hodge (Alec Hardison) - računalniški specialist, heker

## Nagrade in priznanja
- 2009 - 3 nominacije za nagrade Saturn (za najboljšo kabelsko TV-serijo; Gina Bellman za najboljšo stransko igralko; Aldis Hodge za najboljšega stranskega igralca)